# The Dave Fromm Show
『The Dave Fromm Show』（ザ・デーヴ・フロム・ショー）は、2003年からinterfmで放送されているラジオ番組。2014年4月1日から2020年6月29日まではRadio NEOでもネット放送されていた。

## 放送時間

### 現在
- 毎週金曜 16:00 - 18:00（2025年1月3日 - ）[1]

### 過去
interfm
- 毎週月曜 - 金曜 16:00 - 18:00（？ - 2014年3月31日）
- 毎週月曜 - 木曜 19:00 - 21:00（2014年4月1日 - 2015年3月31日）
- 毎週月曜 - 木曜 18:00 - 20:00（2015年4月1日 - 2017年10月31日）
- 毎週月曜 - 木曜 21:00 - 23:00（2017年11月1日 - 2019年6月28日）
- 毎週月曜 - 木曜 16:00 - 18:51、金曜 16:00 - 18:36（2019年7月1日 - 2020年10月29日）
- 毎週月曜 - 金曜 17:00 - 19:00、金曜 17:00 - 18:36（2020年11月2日 - 20日）
- 毎週月曜 - 木曜 17:00 - 18:50、金曜 17:00 - 18:35（2020年11月23日 - 2021年3月31日）
- 毎週月曜 - 金曜 17:00 - 18:40（2021年4月1日 - 2022年12月30日）
- 毎週金曜 16:00 - 18:55（2023年1月6日 - 2024年12月27日）

Radio NEO
- 毎週月曜 - 木曜 19:00 - 21:00（2014年4月1日 - 2015年3月31日）
- 毎週月曜 - 木曜 18:00 - 20:00（2015年4月1日 - 2015年11月30日）
- 毎週月曜 - 木曜 18:00 - 19:00（2015年12月1日 - 2017年9月29日）
- 毎週月曜 - 金曜 16:00 - 17:40（2019年7月1日 - 2020年6月29日）

## 出演者

### パーソナリティ
- Dave Fromm

### アシスタント
- ジョー横溝
- 古川タロヲ ※「買取大吉」のコーナーMCも兼任。
- 森泉アリ
- 加藤円夏（2024年4月26日 - ）

### コーナー出演者
- ヨグマタ相川圭子 ※「Answers」のみ
- 小杉幸子 ※「Answers」のみ

## タイムテーブル
現在
- 16:00 - オープニング
- 17:00 - Answers 〜次元上昇ガイダンス〜
- 17:20 - バースデータロット
- 17:30 - パンドラの箱〜本編エンディング
- 17:54 - 買取大吉のコーナー

過去
- BEAMS TOKYO CULTURE STORY - 土井地博（BEAMS）
- 17:30 - 嘉衛門 presents The Road~Take The One Less Traveled~（木）
- 17:56 - 18:00 MINATO VOICE